# Cauverville-en-Roumois
Cauverville-en-Roumois è un comune francese di 205 abitanti situato nel dipartimento dell'Eure nella regione della Normandia.

## Società

### Evoluzione demografica
Abitanti censiti